# Meterythrops robusta
Meterythrops robusta är en kräftdjursart som beskrevs av Sidney Irving Smith 1879. Meterythrops robusta ingår i släktet Meterythrops och familjen Mysidae. Inga underarter finns listade i Catalogue of Life.